# Olena Sawysna

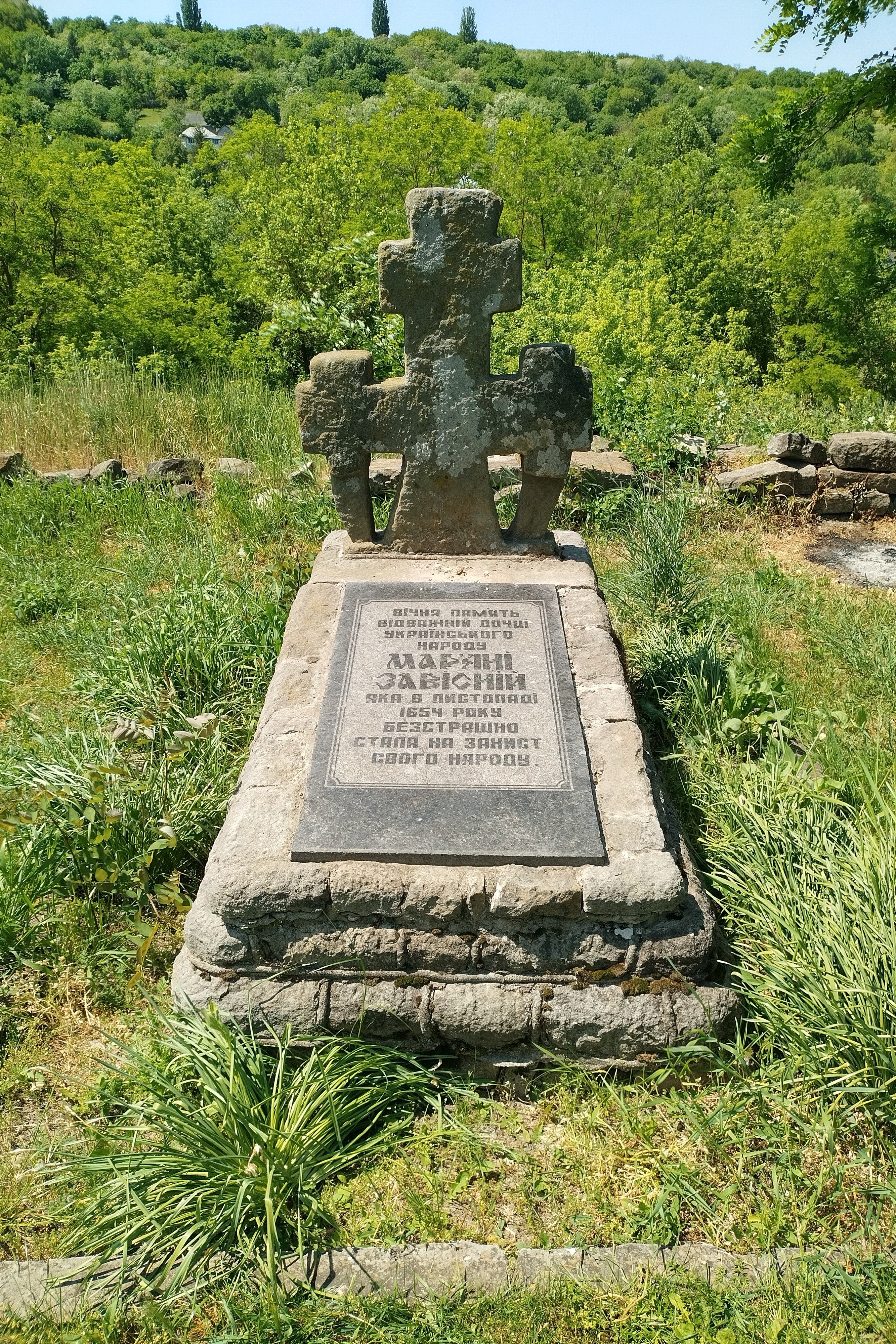
Olena Sawysnas Grabstein

Olena Sawysna (ukrainisch Олена Зависна; † 29. November 1654 in Buscha) war eine ukrainische Heldin des Chmelnyzkyj-Aufstands.
Sie war die Ehefrau des Kommandanten des Regiments der Kosaken von Brazlaw. Laut einigen Quellen war ihr Name Marjana.
Im November 1654 wurde das zum Brazlawer Regiment gehörende Dorf Buscha von der Vorhut einer polnisch-litauischen Strafexpedition unter der Führung Stefan Czarnieckis belagert. Die ca. 6000 Einwohner des Dorfes leisteten vom 28. bis 29. November Widerstand, und fast alle fielen im Kampf. Als die Invasoren in die Stadtfestung eindrangen und den Kommandanten während der Schlacht töteten, zündete Sawysna ein Fass Schießpulver (laut einigen Quellen einen Pulverkeller) an und sprengte sich zusammen mit ihren Feinden.
Sawysnas Tat wird vom polnischen Chronisten des 17. Jahrhunderts Wespazjan Kochowski und in einigen Dokumenten erwähnt. Mychajlo Staryzkyj reflektierte dieses Ereignis im historischen Roman Die Belagerung von Buscha und dem historischen Drama Die Verteidigung von Buscha.